# Ashram (gruppo musicale)
Gli Ashram sono un gruppo musicale italiano formatosi a Napoli, appartenente alla corrente stilistica della darkwave neoclassica.

## Storia del gruppo
Nati a Napoli nel 1997 per mano di Luigi Rubino e Sergio Panarella, rispettivamente pianista e voce del gruppo, gli Ashram trovano la loro dimensione definitiva dopo l'arrivo del violinista Edo Notarloberti. Con questa formazione il gruppo realizza nel 1999 la prima demo intitolata For My Sun. Il disco ottiene buoni riscontri dalla stampa ed in poco tempo ottengono il loro primo contratto discografico grazie alla etichetta francese Prikosnovenie.
Nel 2001 si aggiunge al gruppo il violoncellista Leonardo Massa con il quale il gruppo registra le 15 canzoni che andranno a comporre l'album d'esordio Ashram. Al disco segue una intensa attività dal vivo che porta il gruppo in giro per l'Italia con qualche data anche in Portogallo.
A seguito del tour il gruppo decide di prendersi una pausa di riflessione al fine di comporre il nuovo materiale che andrà a formare il disco successivo. Quest'ultimo uscirà nel 2006 per l'etichetta portoghese Equilibrium Music con il titolo di Shining Silver Skies. Così come per il precedente disco, il gruppo si esibisce in numerose date che li vedrà solcare numerosi palcoscenici fra cui anche Francia e Cina.
Nel 2017 viene pubblicato un nuovo album intitolato Human and Divine.

## Formazione
- Sergio Panarella - voce e chitarra
- Luigi Rubino - pianoforte
- Edo Nortarloberti - violino e pianoforte

### Ospiti
- Leonardo Massa - violoncello
- Fulvio Gombos - contrabbasso in Ashram
- Martina Mollo - pianoforte in Shining Silver Skies

## Discografia

### Demo
- For My Sun - 1999

### Album
- Ashram - 2002
- Shining Silver Skies - 2006
- Human and Divine - 2017